# Halicyclops neglectus
Halicyclops neglectus är en kräftdjursart som beskrevs av Andreas Kiefer 1935. Halicyclops neglectus ingår i släktet Halicyclops och familjen Cyclopidae. Arten är reproducerande i Sverige. Inga underarter finns listade i Catalogue of Life.